# 2024年斯里兰卡议会选举
2024年11月14日，斯里兰卡举行议会选举，以选举225名新议会成员。斯里兰卡第16届议会于2024年9月24日解散。选举提名于10月4日开始，10月11日中午12点（斯里兰卡标准时间）截止。
选举结果被形容为国家人民力量的一次压倒性胜利。该联盟赢得159个议席，成为斯里兰卡历史上单一党派获得议席最多的一次，也是该国历史上第二高的议席比例，并在除巴提卡洛阿外的所有选区获胜。这是自1977年以来首次有单一党派实现绝对多数，也是贾夫纳选区首次由非泰米尔人党派赢得。 
选举后，新当选的第17届斯里兰卡议会预计将于2024年11月21日召开。